# 金城大学
金城大学（きんじょうだいがく、英語: Kinjo University）は、学校法人金城学園が運営を行う石川県白山市の私立大学である。金城学院大学とは無関係である。

## 概観

### 大学全体
1904年（明治37年）に石川師範学校教諭であった加藤広吉が「県下において高等小学校を卒業した女子で進んで学ぼうとする者の入学すべき学校がないのを嘆き、女子教育の向上を計るため、女子に必要な高等普通教育を授け、なお師範学校に入学しようとする者のために予備学科を教授する目的で、金沢市中主馬町（現・菊川2丁目）に金城遊学館を創設した」ことが始まりとする。
附属に金城大学短期大学部がある。

### 建学理念
建学理念は「明日の福祉社会を先導する福祉のリーダー的存在の養成」である。

## 沿革

### 略歴
1904年に師範学校教諭であった加藤広吉が金城遊学館を創設。その後、1976年（昭和51年）に金城短期大学を開学、2000年（平成12年）に金城大学を開学した。

### 年表
- 1904年（明治37年）- 金沢市に金城遊学館が創立。
- 1905年（明治38年）- 金城女学校が開校。
- 1924年（大正13年）- 金城高等女学校が開校。
- 1948年（昭和23年）- 学制改革により金城高等学校が開校。
- 1961年（昭和36年）- 金城家庭専門学校が開校。
- 1976年（昭和51年）- 松任市（現・白山市）に金城短期大学開学（美術学科・幼児教育学科）。
- 1984年（昭和59年）- 金城短期大学に秘書科を増設。
- 1991年（平成3年）- 金城短期大学美術科・幼児教育科を美術学科・幼児教育学科へ改称。
- 1995年（平成7年）- 金城短期大学を全学科にわたり男女共学化。
- 1998年（平成10年）- 金城短期大学幼児教育学科に専攻科福祉専攻を開設。
- 2000年（平成12年）- 金城大学（社会福祉学部）開学。金城短期大学は金城大学短期大学部へ名称変更。
- 2001年（平成13年）- 短期大学部秘書科をビジネス実務学科へ名称変更。
- 2007年（平成19年）- 金城大学に医療健康学部を増設。金城大学社会福祉学部社会福祉学科に社会福祉専攻(社会福祉コース・介護福祉コース)・こども専攻を設置。
- 2008年（平成20年）- 金城大学附属西南幼稚園を開園。
- 2009年（平成21年）- 金城大学社会福祉学部社会福祉学科、社会福祉専攻に医療・福祉ビジネスコースを設置。
- 2013年（平成25年）- 金城大学医療健康学部に作業療法学科を増設。
- 2015年（平成27年）
  - 金城大学に看護学部看護学科を新設。
  - 金城大学に大学院リハビリテーション学研究科を設置。
- 2017年（平成29年）- 金城大学大学院のリハビリテーション学研究科を総合リハビリテーション学研究科に名称変更。
- 2018年（平成30年）- 金城大学社会福祉学部社会福祉学科こども専攻を改組し、子ども福祉学科を設置。
- 2022年（令和4年）
  - 金城幼稚園を廃止。
  - 金城大学に公衆衛生看護学専攻科を設置。
- 2024年（令和6年）- 総合経済学部総合経済学科を設置。

## 基礎データ

### 所在地
笠間キャンパス
- 石川県白山市笠間町1200（大学院・社会福祉学部・医療健康学部・看護学部）

松任キャンパス
- 石川県白山市倉光一丁目250（公立松任石川中央病院に隣接、看護学部）

## 教育及び研究

### 組織

#### 学部・学科
- 総合経済学部
  - 総合経済学科 ※2024年度~
- 人間社会科学部
  - 社会福祉学科
    - 社会福祉コース
    - 生活支援コース
    - 医療情報コース ※2022年度入学生を以って学生募集を停止。

  - 子ども教育保育学科
- 医療健康学部
  - 理学療法学科
  - 作業療法学科
- 看護学部
  - 看護学科

#### 附属機関
- 図書館
- 美術館

## 学生生活

### クラブ・サークル
19の体育会系クラブ・サークルと13の文化系クラブ・サークルが活動しており、各種大会、国際交流、地域の祭り・各種イベントに参加している。

### 大学祭
金城大学の大学祭の名称は金城祭である。

## 大学関係者と組織

### 大学関係者組織
- 金城大学同窓会
- 悠遊健康サークル

### 教員
- 永山くに子 - 看護学部教授
- 打出喜義 - 医療健康学部教授
- 古賀智敏 - 総合経済学部教授

## 施設
笠間・松任両キャンパス間のシャトルバスを運行している。

### 笠間キャンパス
施設
- 総合経済学部棟
- 医療健康学部棟
- 人間社会科学部棟
- 日光アリーナ（体育館）
- 第一・第二食堂、売店
- 福祉専攻棟
- 図書館
- テニスコート
- 多目的グラウンド
- 陸上競技場

交通アクセス
- IRいしかわ鉄道線加賀笠間駅下車、徒歩約10分、または駅前からのシャトルバス利用。

### 松任キャンパス
施設
- 看護実習室
- 食堂、売店
- 図書館

交通アクセス
- IRいしかわ鉄道線松任駅下車、徒歩約25分、または駅前からのシャトルバス利用。

## 対外関係

### 他大学との協定
- 大学コンソーシアム石川
- 放送大学

### 系列校
- 遊学館高等学校

## 附属学校
- 金城大学附属西南幼稚園